# NGC 186
NGC 186 là một thiên hà dạng hạt đậu nằm cách xa 3,4 triệu năm ánh sáng trong chòm sao Song Ngư. Thiên hà này mỏng hơn các thiên hà khác và các ngôi sao có các tia có thể được phát hiện bằng vệ tinh. Nó được phát hiện bởi William Herschel vào năm 1891.